# Louis Martin
Louis Martin (n. 11 noiembrie 1936, Kingston, Jamaica – d. 16 ianuarie 2015, Heanor, Anglia, Regatul Unit) a fost un halterofil ce a reprezentat Regatul Unit al Marii Britanii și al Irlandei de Nord, medaliat olimpic. A participat la 2 ediții ale Jocurilor Olimpice (1960, 1964) în care a câștigat o medalie de bronz.